# وی. باند (دهانه)
وی. باند یک دهانه برخوردی در ماه‌ است.